# Кадома (Япония)
Кадо́ма (яп. 門真市 Кадома-си) — японский город на острове Хонсю, спутник Осаки. Относится к префектуре Осака. Площадь города составляет 12,28 км², население — 126 612 человек (1 августа 2014), плотность населения — 10 310,42 чел./км².

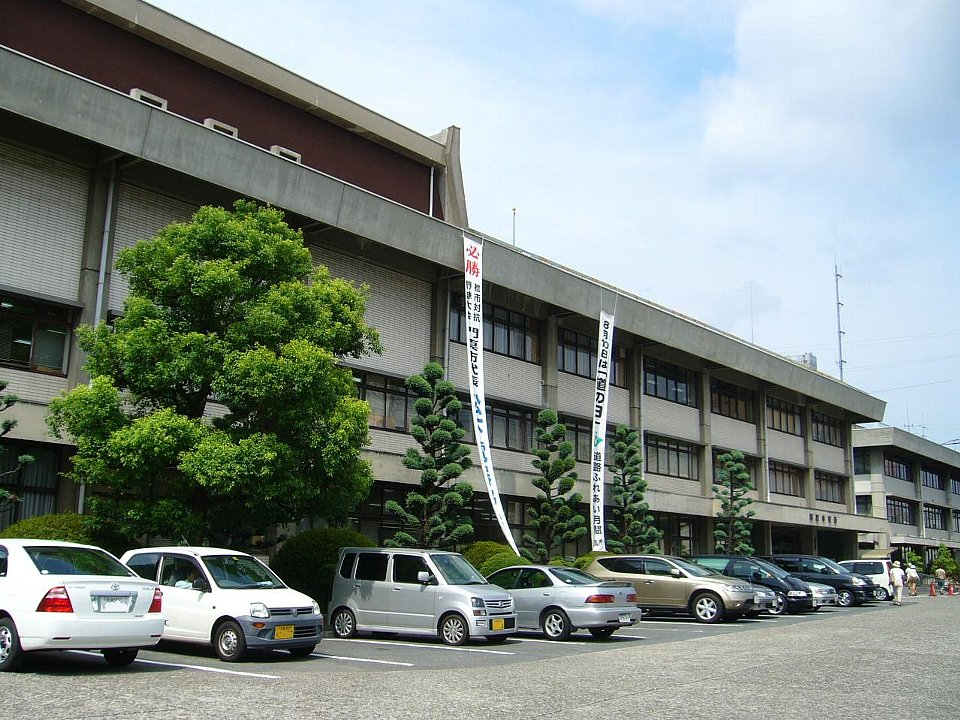
Мэрия города Кадома

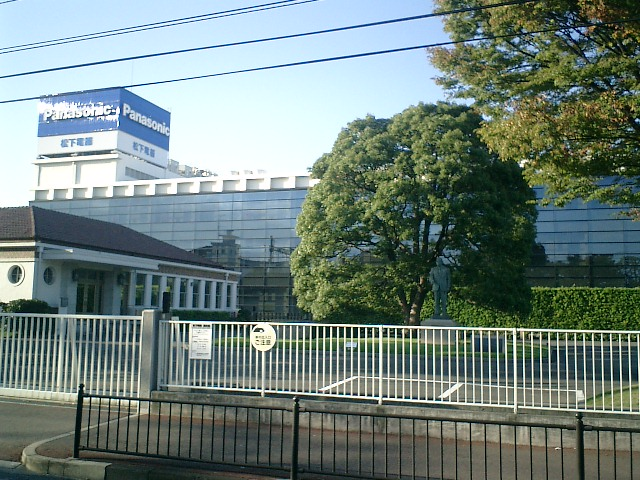
Штаб-квартира компании Panasonic Corporation

В городе располагается штаб-квартира известной машиностроительной корпорации «Panasonic».